# Борисоглебский собор (Рязань)
Борисоглебский собор — православный храм в Рязани. Построен на Сенной улице в конце XVII века как приходская церковь. С 1946 по 2002 год имел статус кафедрального собора Рязанской епархии Русской православной церкви.

## История
На одном из рукописных экземпляров «Степенной книги» XVII века сделана запись, из которой следует, что храм в честь благоверных князей Бориса и Глеба был построен в 1152 году. Со времени святителя Василия Рязанского, с 1288 по 1522 год, в церкви находилась кафедра рязанских епископов. В 1295 году святитель Василий был погребён в Борисо-Глебском соборе.
В 1522 году назначенный в Рязань епископ Иона II нашел храм в плачевном состоянии, связанном с нападением на город татар. Поэтому он решил перенести архиерейскую кафедру в более защищенное место, в Успенский собор (ныне — Христорождественский), расположенный за стенами кремля. Борисо-Глебский собор, потеряв значение кафедрального, продолжал оставаться принадлежностью Архиерейского дома. В 1568 году епископ Иона на месте старого собора возвел новую церковь, причём из-за опасности обвалов она была немного перенесена от края берега Трубежа. 
В результате изменения местоположения храма, расположенное внутри него захоронение святителя Василия Рязанского оказалось снаружи. В начале XVII века архиепископ Рязанский и Муромский Феодорит обрёл мощи святителя Василия и перенёс их в защищенное от врагов место — Успенский (ныне — Христорождественский) собор.
Храм значительно пострадал во время разрушительного нападения запорожских казаков Петра Сагайдачного в 1618 году и через два года рухнул. Его заменили деревянной церковью. 
В 1685 году приступили к строительству четвертого по счёту здания церкви. Сначала планировали построить деревянный храм, но затем решили возводить каменное здание с трапезной церковью. Современный храм построен в 1686—1687 годах зодчим Яковом Бухвостовым. К трапезной церкви была пристроена каменная колокольня. 

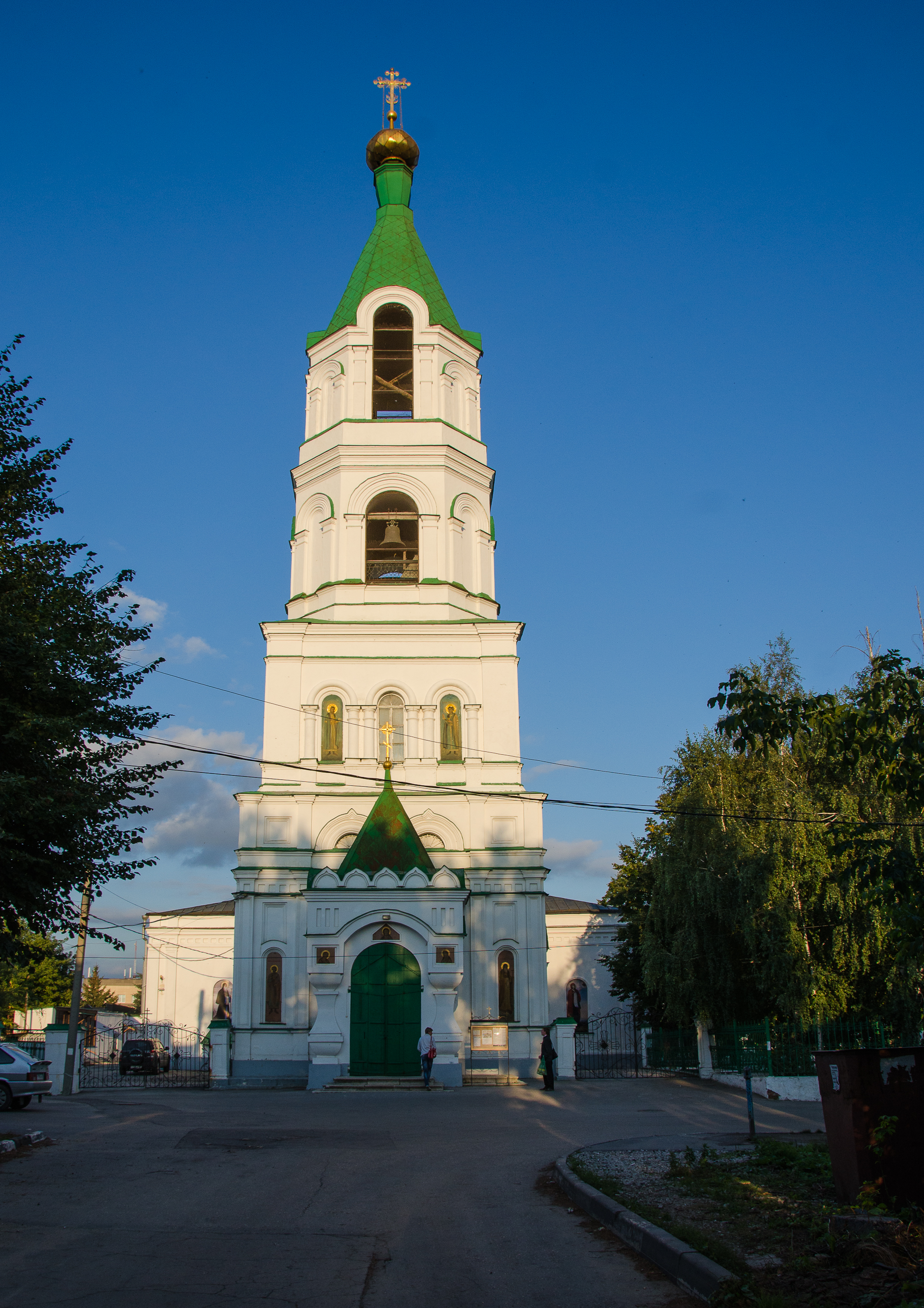
Колокольня 1870-х годов

В 1829 году в храме был поставлен новый иконостас. Через год выполнили росписи алтарей и стен церкви. В 1840—1841 годах была возведена новая трапезная церковь. В 1870 году трапезная церковь и колокольня были разобраны. В том же году на месте прежней трапезной церкви была возведена новая трапеза. В 1836 году к югу от церкви на месте первоначального захоронения святителя Василия Рязанского ему был установлен памятник в виде чугунной пирамиды под сенью из четырёх колонн коринфского ордера (не сохранился). Ныне существующая колокольня была построена в 1873 году. В 1915 году храм был расписан заново.
Престолы в Борисо-Глебском храме освящались во имя: святой великомученицы Параскевы Пятницы (упоминается в 1567 году), священномученика Автонома (упоминается в 1638 году), пророка Божия Илии (1687—1799 года), Корсунской иконы Божией Матери (с 1799 года), Богоотец Иоакима и Анны (1810—1870 года), великомученика Иоанна Нового (с 1840 года); Боголюбской иконы Божией Матери (с 1880 года), святителя Василия Рязанского (с 1880 года).
Под предлогом помощи голодающим в 1922 году из храма была изъята серебряная утварь весом 8 пудов 271⁄2 фунтов. В 1935 году собор был закрыт, вновь открыт в 1946 году и больше не закрывался. С 1946 по 2002 год собор имел статус кафедрального. В 1947 году ключарём в нём служил будущий патриарх Пимен. 
В 1948 году своды и стены собора были заново расписаны художниками из Палеха братьями Блохиными. В левом пределе был отреставрирован иконостас XVIII века. В церковном дворе был построен крестильный храм во имя праведных Иоакима и Анны и установлен новый памятник на могиле святителя Василия Рязанского.
Исторически храм стоял близ берега реки Трубеж, однако в 2015 году строительство жилого комплекса отделило участок от реки.

## Описание
Архитектура храма в значительной мере сохранила следы зодчества конца XVII века — московского барокко. Храм представляет собой равносторонний (греческий) крест. Четверик храма имеет три апсиды, разделенные лопатками. Под карнизом четверика — ложные кокошники-закомары. Оконные проёмы и порталы украшают рельефные наличники. Верхняя часть храма построена в форме восьмерика, поставленного на основной куб. Он представлен белокаменной резьбой. Восемь декоративных ниш, похожих на заложенные оконные проёмы, украшены тимпанами с волютами и полуколонками, по углам восьмерика — такие же полуколонки. Сдвоенный ряд «поребриков» украшает восьмерик под карнизом. Главная и трапезная церковь покрыты железом. Завершение храма выполнено в виде барабана с аркатурным декором, увенчанного луковичной главкой с крестом. 
В настоящее время, помимо основного престола, в соборе есть приставной, в честь благоверного князя Романа Рязанского и преподобного Серафима Саровского, освященный в 1969 году. В трапезной церкви южный придел освящен в честь Боголюбской и Корсунской икон Божией Матери, северный – во имя святителя Василия чудотворца и великомученика Иоанна Нового. Крестильная церковь, построенная с южной стороны собора, освящена в честь Богоотец Иоакима и Анны. 

## Святыни

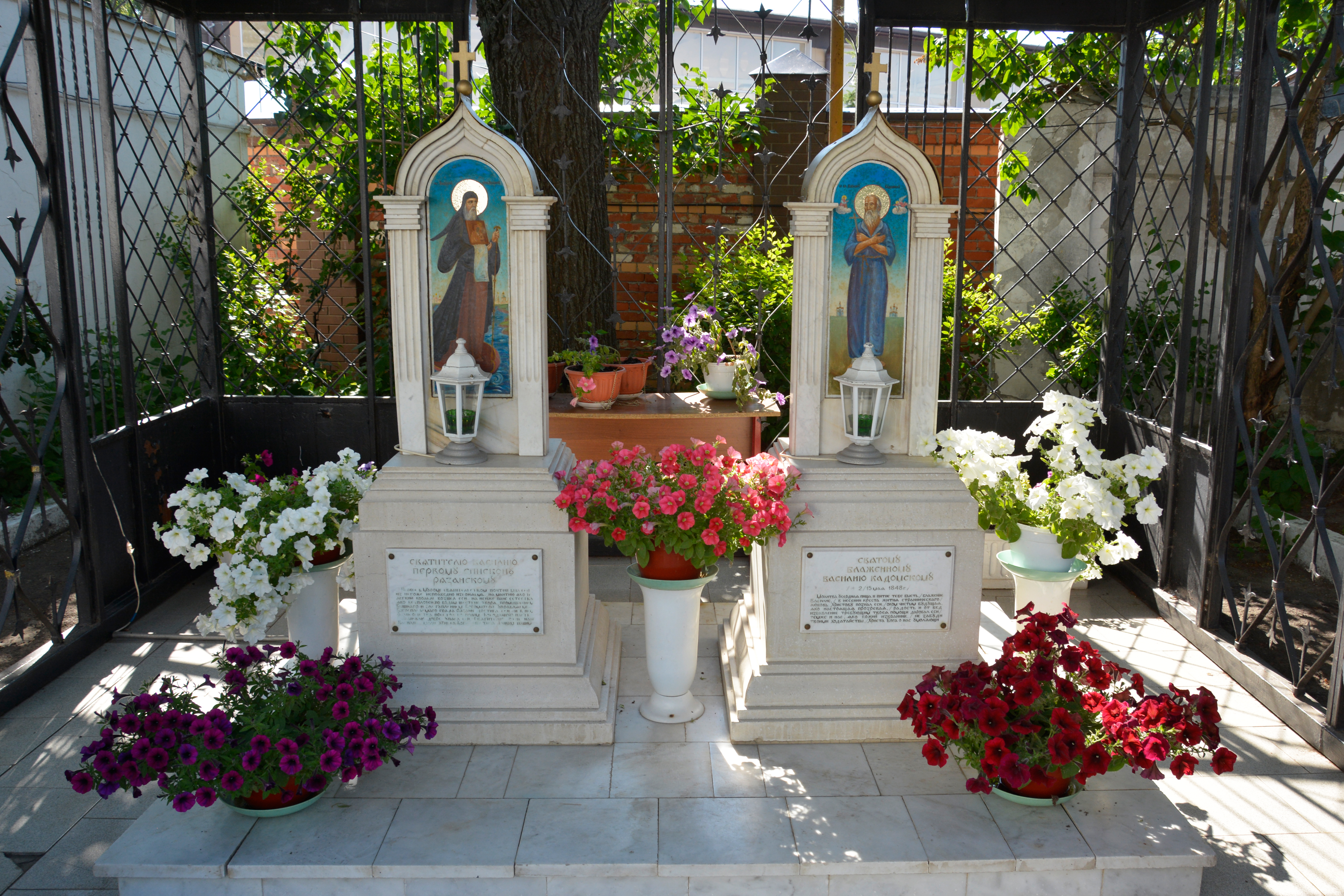
Памятники святителю Василию Рязанскому и блаженному Василию Кадомскому на территории Борисо-Глебского собора

- Чтимое место захоронения святителя Василия Рязанского, расположенное к югу от алтаря храма[3],
- Рака с мощами святителя Феодорита, архиепископа Рязанского и Муромского,
- Ковчег с мощами святителя Мелетия, епископа Рязанского и Зарайского, священномученика Фаддея Тверского, преподобных Нила Столобенского и Саввы Вишерского, местночтимых святых: праведного Софрония Ибердского, блаженного Василия Кадомского[13],
- Чтимый список Боголюбской иконы Божией Матери,
- Чтимый список Феодоровской иконы Божией Матери,
- Чтимый список Казанской иконы Божией Матери,
- Чтимый список Скорбященской иконы Божией Матери,
- Чтимый список иконы Божией Матери «Троеручица»,
- Чтимый список Феодотьевской иконы Божией Матери[14],
- Чтимая икона святителя Василия Рязанского[15],
- Икона святителя Димитрия Ростовского с частицей его мощей[16].